# Lobezno (animal)
Lobezno es el término que se utiliza para referirse a las crías recién nacidas de los grandes lobos (Canis Lupus). Estos animales pertenecen a la familia de los mamíferos de tipo carnívoro.
El lobezno es clasificado como tal durante el periodo en que se considera un cachorro, es decir, desde que nace hasta aproximadamente los cinco meses de edad.

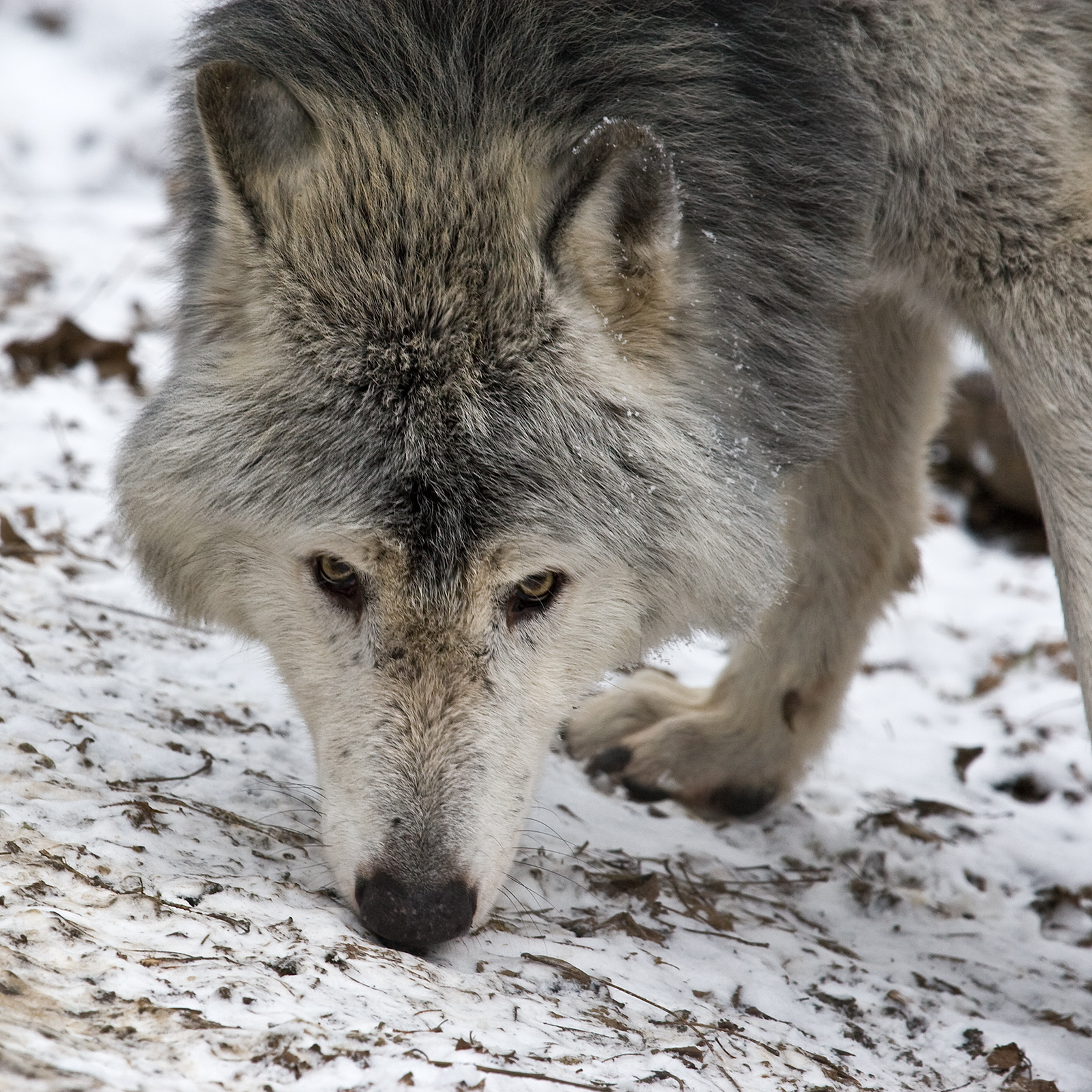
Lobo

## Desarrollo
Los lobeznos nacen ciegos, tras aproximadamente 63 días de gestación, por lo que durante las tres primeras semanas de vida, dependerán de la hembra. Los cachorros permanecerán acompañados de las otras crías dentro de una pequeña madriguera que ha construido la hembra para protegerse de los depredadores, o al interior de alguna depresión natural en la tierra, siendo alimentados con leche materna.
A las cuatro semanas de vida, el lobezno empieza a desplazarse por la madriguera y su áreas más cercanas. Además, comienzan a emerger las piezas dentales del lobezno, lo que indica que ya está listo para consumir alimentos de tipo semisólidos. Durante esta etapa, el lobo macho provee a sus cachorros y a la hembra de alimento regurgitado, es decir, masticado y devuelto.
Para las cinco semanas de vida, el lobezno se atreverá a salir de la madriguera, iniciando sus primeras tareas de exploración para buscar alimentos. En esta etapa, el lobezno habrá dejado de consumir leche materna debido a que el surgimiento de sus piezas dentales estará completo.
A los tres meses de edad, el lobezno ya es capaz de desplazarse sin ayuda de la hembra o el macho, y habrá adquirido la fisionomía y habilidades de un lobo. 
A los 2 o 3 años el lobo alcanzara la madurez sexual

## Fisionomía
Los cachorros de lobo varían en su peso, sin embargo, este se estima en aproximadamente 500 gramos en el caso de los lobos rojos y grises.
El tamaño de un lobo también varía tanto en el tipo de lobo, como en del territorio en el que habitan, pero la altura varía de 6 a 9 dm desde el suelo hasta el hombro y pesan entre 32 a 70 kg .
Cuando nacen, los lobeznos poseen un pelaje más oscuro que los lobos mayores, y ojos azules, los que irán tornándose en un tono amarillo, dorado o incluso anaranjado entre las 8 a 16 semanas de vida.